# Jelizawietinskaja (Kraj Krasnodarski)
Jelizawietinskaja (ros. Елизаветинская) – stanica w Rosji, w Kraju Krasnodarskim, administracyjnie podporządkowana Krasnodarowi. W 2010 liczyła 24 755 mieszkańców.

## Urodzeni
- Pawło Chrystiuk – ukraiński działacz polityczny.
- Samuił Kojda – radziecki wojskowy, kolaborant III Rzeszy.